# ツイてるねノッてるね
「ツイてるねノッてるね」は、中山美穂の7枚目のシングル。1986年8月21日にキングレコードからリリースされた。(EP: K07S-10131)(CDS:KIDS-94)

## 概要
前作「JINGI・愛してもらいます」から僅か1か月でのリリースとなった。表題曲「ツイてるねノッてるね」は、化粧品会社資生堂 '86秋のキャンペーンソングに採用され、CMには中山美穂本人も出演した。
曲のアレンジは大村雅朗と船山基紀の連名によるもので、基本的なリズム・トラックを大村が担当し、船山がその後を引き継ぐ形で仕上げられたものである。
この曲で第28回日本レコード大賞金賞を受賞。各音楽ランキングで自身の記録を更新するトップ3入りを果たした。

## 収録曲
1. ツイてるねノッてるね
  - 作詞: 松本隆 / 作曲: 筒美京平 / 編曲: 大村雅朗・船山基紀
2. 泣かないわ
  - 作詞: 松本隆 / 作曲: 筒美京平 / 編曲: 大村雅朗

## 収録アルバム
- ツイてるねノッてるね
  - COLLECTION - Album Version
  - Pure White Live '94（限定盤） - ライブ音源（シングルメドレー）
  - Complete SINGLES BOX
  - 松本隆 風街図鑑1969-1999（オムニバスアルバム）
  - 筒美京平 Hitstory Ultimate Collection (CD-BOX)
  - 続・青春歌年鑑1986（オムニバスアルバム）
  - 風街図鑑〜松本隆 作詞活動30周年記念（作詞家活動30周年記念CD-BOX）
  - ラブリー・プリンセス（オムニバスアルバム）
  - 中山美穂 パーフェクト・ベスト
  - 筒美京平 GOLDEN HISTORY〜WAKU WAKUさせて〜（オムニバスアルバム）
  - 中山美穂 パーフェクト・ベスト2 - Album Version
  - 30th Anniversary THE PERFECT SINGLES BOX
  - All Time Best

- 泣かないわ
  - Complete SINGLES BOX
  - 30th Anniversary THE PERFECT SINGLES BOX

## カバー・その他楽曲使用
ツイてるねノッてるね
- ノーマン・チュン（香港の歌手）（中国語: 張立基） - 香港の歌手。アルバム『急行夜車』収録。広東語の歌詞でタイトルは「黑領呔」。(1987年)
- フジテレビ系列『めちゃ×2イケてるッ! ツイてるねノッてるね状態みたいなスペシャル!!』で使用。(1998年4月4日)
- フジテレビ系列『森田一義アワー 笑っていいとも!』内のコーナー「ついてる人にさわりたい」ではこの曲のサビの部分が使われていた。
- 田中れいな（モーニング娘。） - テレビ東京系列『歌ドキッ! 〜ポップクラシックス〜』番組内でカバー。(2007年)
- 平野綾 - アニメ『WHITE ALBUM』のキャラクターソングシングルで本曲をカバー。(2009年)
- Aya（E-girls） - TBS『UTAGE!』番組内でカバー。(2014年10月27日放送)